# Vostok 2
Vostok 2 était une mission spatiale soviétique qui a emmené le cosmonaute Guerman Titov en orbite pour un jour complet, afin d'étudier les effets d'un manque de gravité prolongé sur le corps humain.
À l'inverse de Youri Gagarine, Titov a brièvement pris le contrôle manuel de l'appareil.
Le vol a été un succès quasi complet, légèrement terni par une période de mal de l'espace, un dysfonctionnement de la climatisation qui a laissé retomber la température à 6,1 °C, et un problème de rentrée quand le module de retour n'a pas réussi à se séparer proprement du module de service.

## Équipage
Membre principal :
- Guerman Titov

Remplaçant :
- Andrian Nikolaïev

## Paramètres de la mission
- Masse : 4 730 kg
- Périgée : 172 km
- Apogée : 221 km
- Inclination : 64,8°
- Période : 88,4 minutes
- Identifiant : Орёл (Oryol - Aigle)